# Vendel (Suécia)
Vendel é uma antiga paróquia da diocese de Uppsala. Em 2014 passou a fazer parte da paróquia de Vendel–Tegelsmora. Está situada no município de Tierp, no norte da província histórica da Uppland.
É conhecida pelos importantes achados arqueológicos, que estão na origem da designação Era de Vendel, aplicada ao período histórico que antecede a Era Viquingue. Entre numerosos campos funerários e montes funerários da Idade do Ferro, têm especial destaque o Monte de Ottar (Ottarshögen) e os 12 barcos funerários (båtgravar), hoje conservados no Museu Histórico de Estocolmo.

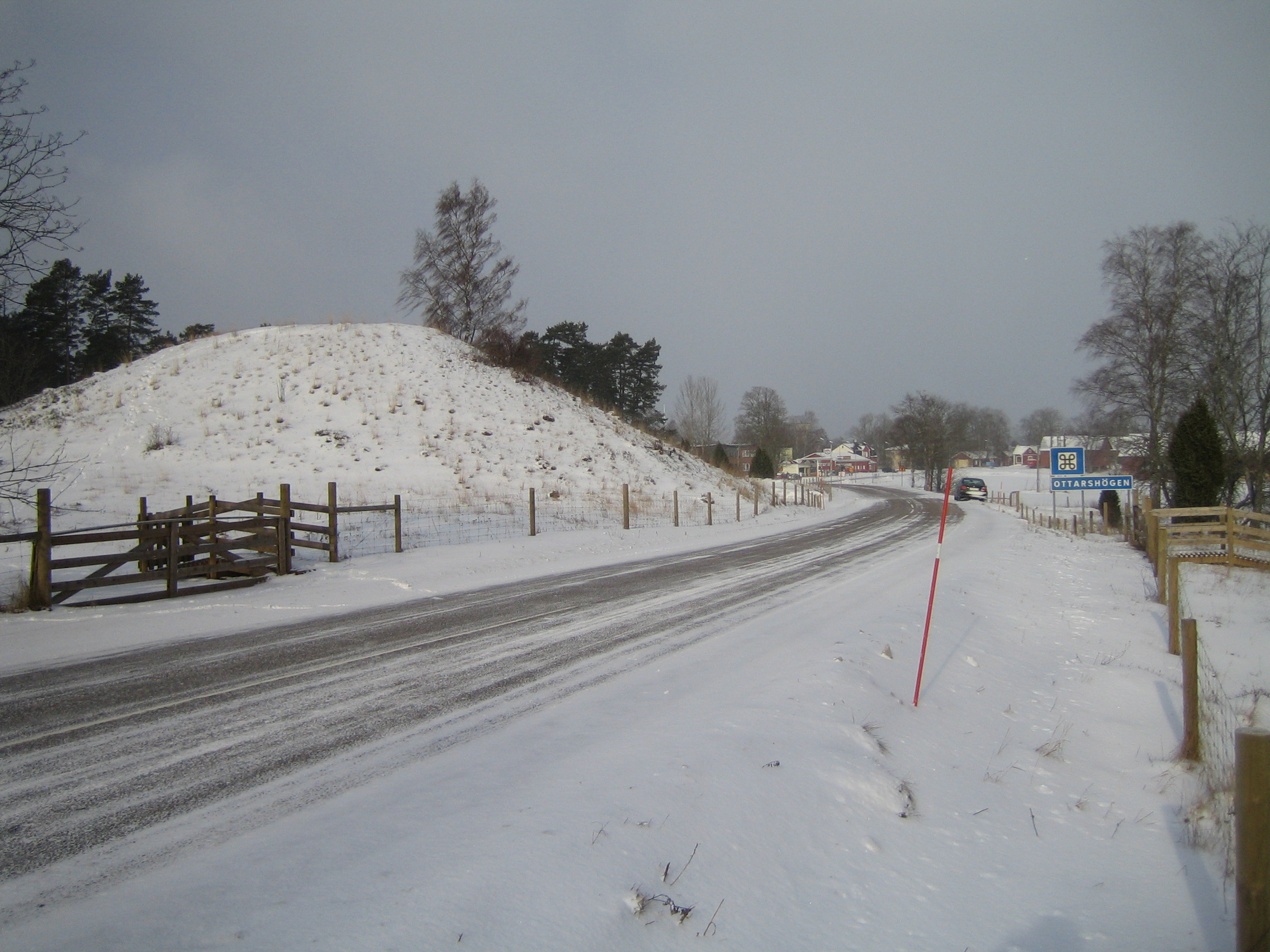
Monte de Ottar (Ottarshögen) em Vendel
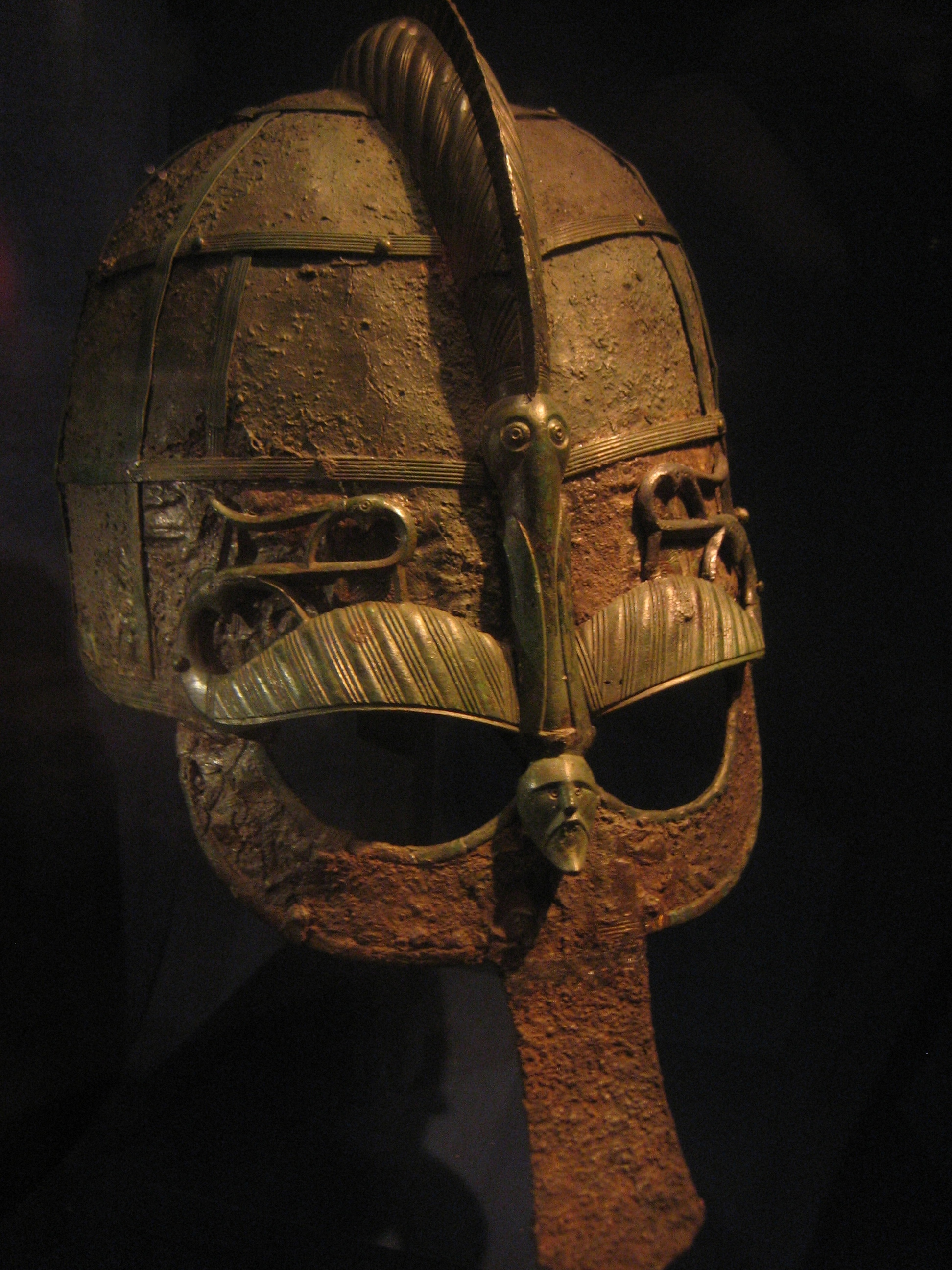
Elmo do século VII, encontrado num barco funerário em Vendel
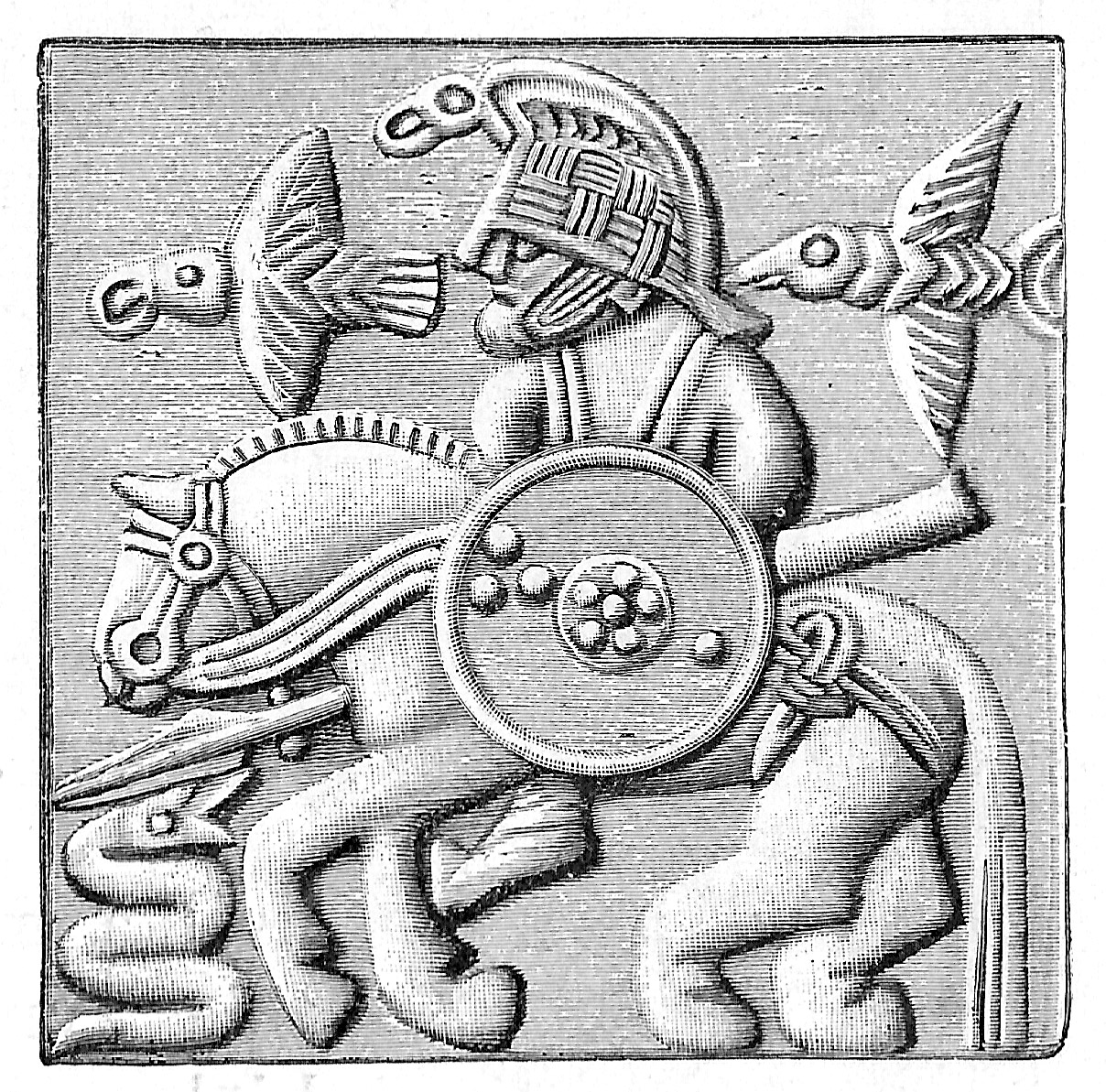
Placa de bronze achada em Vendel, representando possivelmente o deus Oden e os seus dois corvos Hugin e Munin
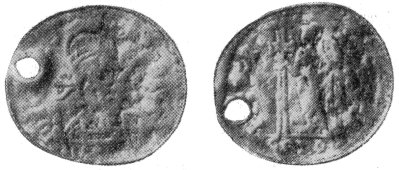
Moedas romanas de ouro